# ACU (戦闘服)
| UCPバージョン |  | OEFCPバージョン |  | OCPバージョン |
| UCPバージョン |  | OEFCPバージョン |  | OCPバージョン |

ACU（エーシーユー、Army Combat Uniform）は、アメリカ陸軍が2005年4月から配備を開始した新しいタイプの迷彩服である。1980年頃から使用されている緑を基調としたBDU（Battle Dress Uniform）や、砂漠地域での戦闘に使用されるDCU (Desert Camouflage Uniform) などの迷彩服の後継として採用された。
迷彩パターンとして、現在までにUCP（Universal Camouflage Pattern）、OEFCP（Operation Enduring Freedom Camouflage Pattern）、OCP（Operational Camouflage Pattern）の3種類が採用された。

## 概要
ACUは、旧来の戦闘服でボタンを使用していた箇所に面ファスナーやファスナーを導入したり、ボディーアーマーの着用を考慮した肩ポケットや襟の改良、アメリカ陸軍の戦闘服で初めてデジタル迷彩を採用する等、採用当時としては非常に先進的な設計を採用していた。採用後すぐにイラク戦争やアフガニスタン紛争に投入され、実戦の教訓を生かした改良が続けられた結果、採用から10年以上経過した現在でもアメリカ陸軍に採用されている。

## 迷彩

### UCP

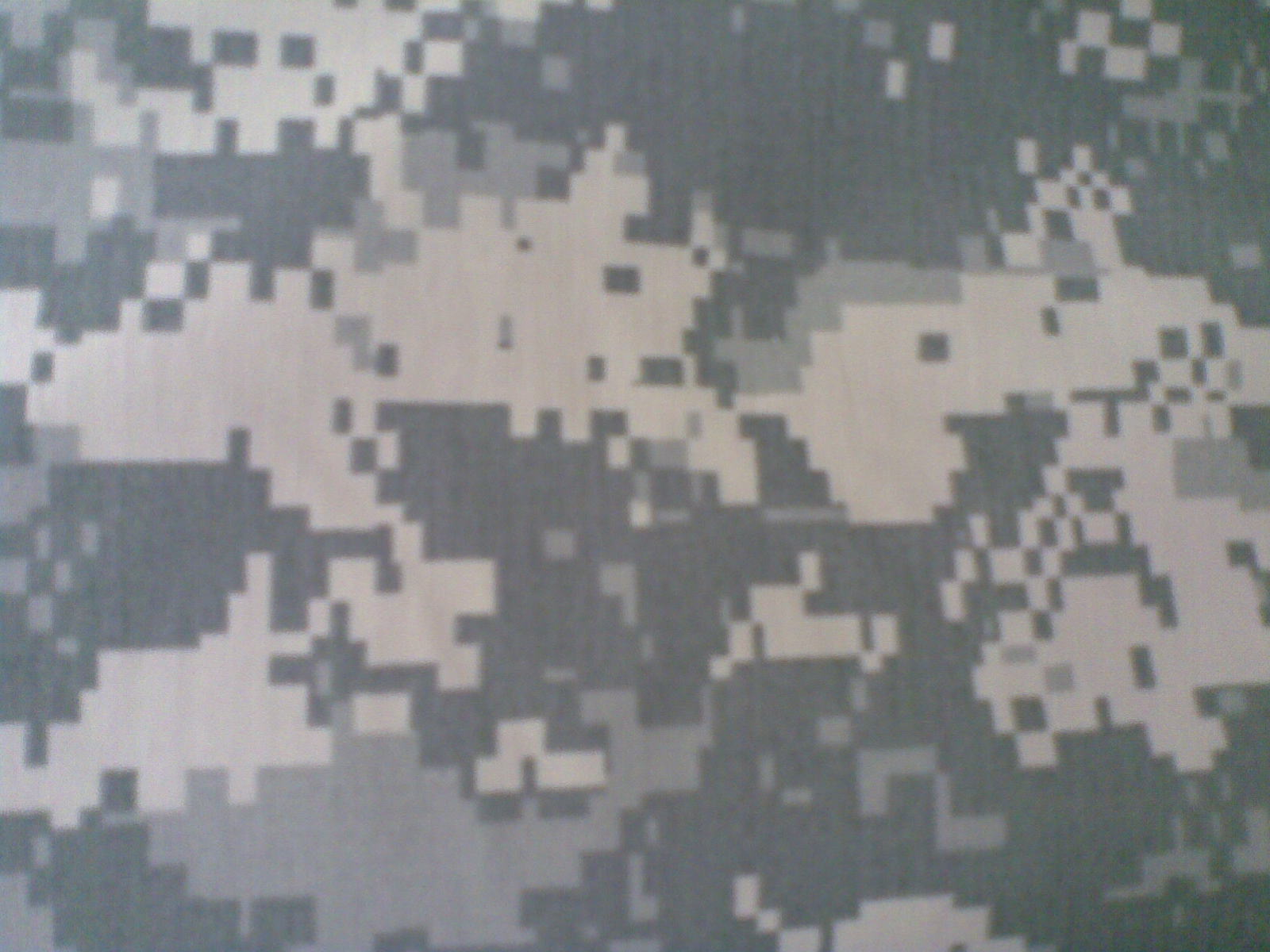
UCPの迷彩パターン

UCP（Universal Camouflage Pattern）は、ACUで最初に採用された迷彩パターンであり、正方形や長方形の細かいピクセルによって構成された、いわゆる「デジタル迷彩」である。色についてはタン（デザート・サンド500)、グレー（アーバン・グレー501）セージ・グリーン（フォリッジ・グリーン502）の3色が使用されている。UCPの配色の特徴として、かつてのM81ウッドランド迷彩などと異なり黒色を一切使用していないことが挙げられるが、これには、黒色は自然にはほとんど存在せず、また暗視装置で見た際にコントラストが高くなり目立ってしまうという理由がある。
2002年から2004年にかけて「ナティック兵士研究開発センター」で実施された「U.S. Army universal camouflage trials」で他の候補に勝利してアメリカ陸軍に全面的に採用されたUCPは、様々な地形に適応可能な汎用迷彩パターンとして開発されており、全世界で活動する米陸軍の要求を満たすものと期待されていたが、実際に配備が開始されると現場の兵士やメディアからその迷彩効果について「コンクリート以外では迷彩効果がない」という批判を受ける等、評判は芳しくなかった。
このような批判を受けたアメリカ陸軍は、アフガニスタンにおける作戦でより効果の高い迷彩の選定を開始し、マルチカムをOEFCP（不朽の自由作戦カモフラージュパターン）として採用することを決定。OEFCPを使用したACUの配備は、2010年から開始された。さらに、UCPを全面的に置き換える迷彩パターンの選定も開始され、2014年に「スコーピオンW2」をOCP（Operational Camouflage Pattern）として採用することが決定し、2015年から配備が開始されている。
陸軍は2019年9月30日を以てUCPの運用を終了し、全ての部隊でOCPの普及が完了した。

### OEFCP

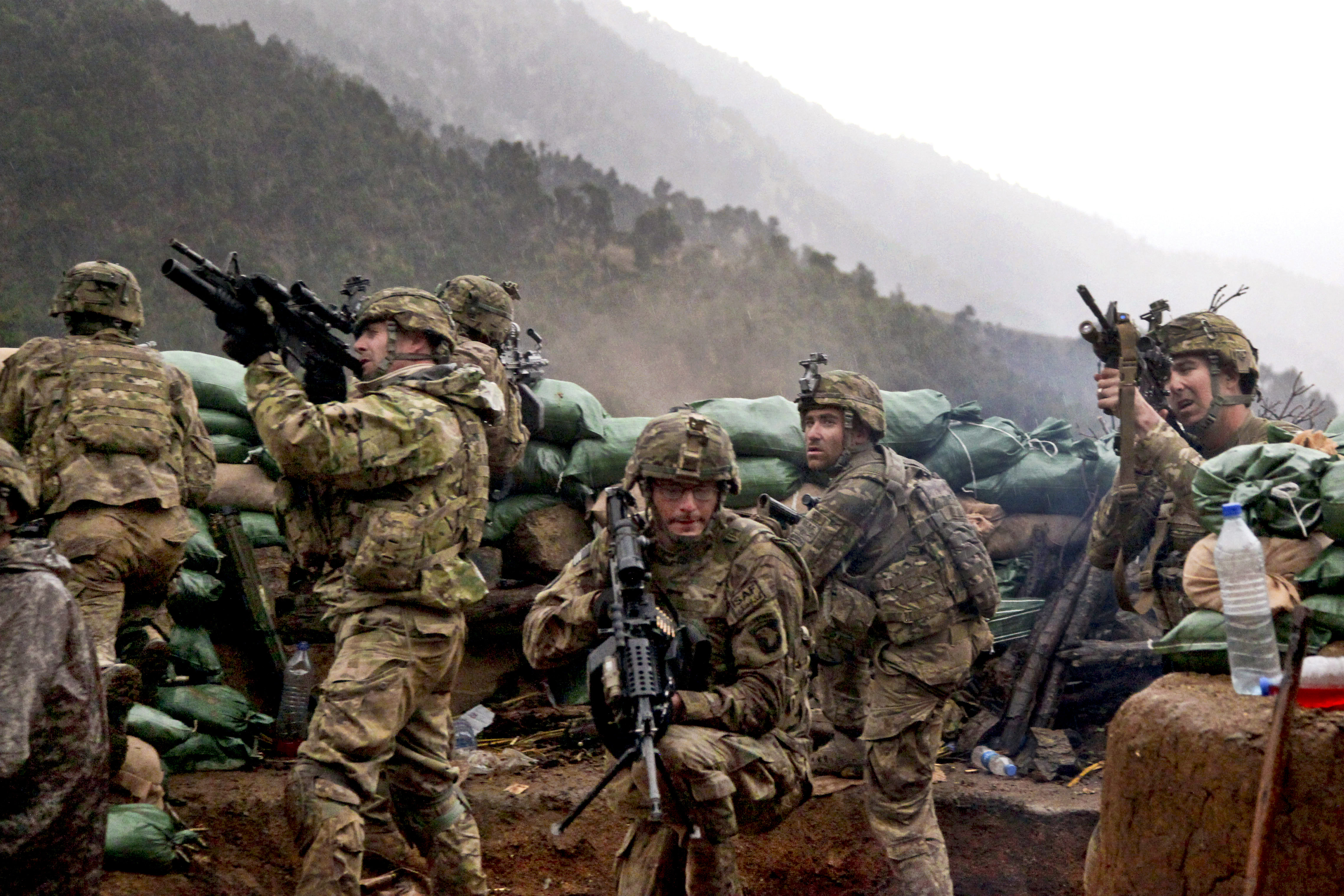
OEFCP

OEFCPは、マルチカムと呼ばれる迷彩パターンであり、これは2002年にクライ・プレシジョン社がアメリカ軍向けに開発した「スコーピオン」を改良したものである。7色で構成されており、UCPと同じく様々な地形で隠蔽効果が得られる汎用性を特徴としている 。不朽の自由作戦（オペレーション・エンデュアリング・フリーダム）で着用されたためこの名がある。
「スコーピオン」は「U.S. Army universal camouflage trials」でUCPに敗北して陸軍への採用を逃したものの、クライ社で改良が行われた結果「マルチカム（MULTICAM）」として生まれ変わり、民間市場や特殊部隊向けの販売が行われていた。そんな中でUCPの評価が悪化し、アフガニスタンで使用するための新型迷彩パターンの選定が始まりマルチカムもそれに参加することとなった。実戦における選定の結果、対抗馬となったUCPの改良型「UCP-D」等を破ってマルチカムがOEFCP（Operation Enduring Freedom Camouflage Pattern）として陸軍への採用が決定されたのだった。アフガニスタンに展開する将兵に対する配備は2010年から開始されている 。
しかし、クライ社のパテント料によって従来のACUよりも価格が20%も上昇したとして陸軍が不満を表明する事態となり、UCPを全面的に更新するOCPには選ばれることは無かった。

### OCP
OCPは「スコーピオンW2」と呼ばれる迷彩パターンで、マルチカムと同じく「スコーピオン」の改良型である。選定に敗れた「スコーピオン」を「ナティック兵士研究開発センター」が独自に改良して開発したものであるため、迷彩パターンや色調はマルチカムと非常によく似ている。2009年に開発され
、OEFCPの選定にも参加していたが、この時はマルチカムに敗れていた。
UCPを全面的に置き換える迷彩パターンの選定では、マルチカムに比べて価格面で有利なこともあり、2014年にOCP（Operational Camouflage Pattern）としてアメリカ陸軍に採用されることが決定した。部隊配備は2015年から開始されている。

## 構成品

### ジャケット

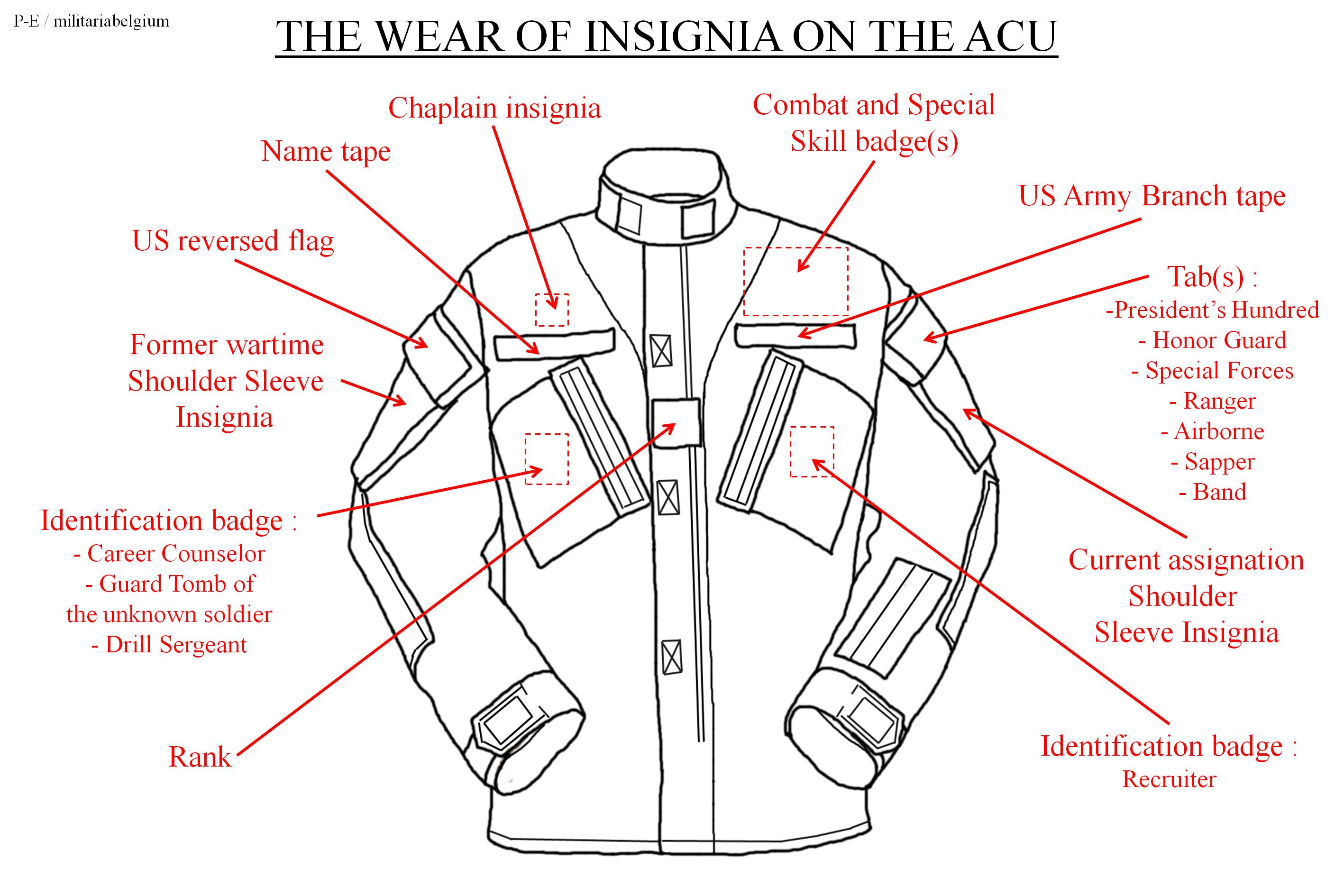
ネームや部隊章の取り付け規定

ACUの前方部分は、BDUで用いられたボタン止めではなく線ファスナーに変更されているため素早い着脱が可能となっている。襟は、ボディアーマーを着用している際に首を保護するため、面ファスナーを使用して立襟にすることが可能になっている。
今までは縫い付ける必要があった名札、階級章、国旗パッチ、部隊章、敵味方識別用赤外線（IR）タグといったアイテムは全て面ファスナーで容易に着脱可能になっている。国旗パッチはフルカラー、フルカラーIR、サブデュードIRの3種類があり、白黒で目立たないサブデュードIRは戦闘時のみ使用される。国旗パッチは右上腕部のポケットの蓋の部分に星条旗の星が描かれたカントンが体の前方を向く（裏返しに見える）ように貼り付けるよう定められている（実製品もそのように作られている。製造ミスではない）が、これは兵士の前進とともに旗が靡いている印象を与えるためとされている。両側の上腕ポケットに貼り付ける部隊章については常時サブデュード仕様となる。
夜間戦闘を考慮して用意されているIRタブは、暗視装置で視認した際に容易に敵味方識別をするための装備で（これが見えない相手は敵）、使用しない時は専用のフラップで覆っておくことが出来る。
ポケットは胸部に2箇所と上腕部に1箇所ずつの計4箇所あり、各ポケットは斜めに配置されて使用しやすいように設計されている。上腕部のポケットはボディアーマーを着用した際も使用することができる。これとは別に左腕にはペン刺しが3箇所用意されている。
肘と膝にウレタンパッドを挿入するポケットを配し、エルボーパッドやニーパッドを着用しなくても最低限の関節の防護が可能になっている。

## 整備方法
それまで採用されていたBDUでは、閲兵式などの際にアイロンがけや洗濯糊による糊付け・折り目着けが行われていたが、このような行為は戦闘服の変色を起こして暗視装置で発見されやすくなるため、公式に禁止されている（糊の効いたBDUをバリバリ言わせて剥がしながら着るのが好きだった古くからの従軍歴を持つ将兵には、この規制が不評だったという）。

## 海兵隊・空軍・海軍
アメリカ海兵隊は、Marine Corps Combat Utility Uniform（MCCUU）またはMARPATと呼ばれるデジタルパターンの迷彩服を採用している。色は緑を基調としたものと砂漠地帯用の2種類がある。
アメリカ海軍は2007年から導入した青系を基調とした色合いとデジタルパターンを採用したNavy Working Uniform（NWU）タイプⅠ（通称ブルーベリー）が不評であったため、緑色を基調とするタイプⅢに移行すると発表した。
アメリカ空軍はAirman Battle Uniform（ABU）と呼ばれる迷彩服を採用している。色はUCPと似た灰色系だが、迷彩パターンはベトナム戦争時に採用されていたタイガーストライプをデジタルパターンで再現したタイプである。また、2018年からOCPに移行した。
実戦闘がある海兵隊に対し、海軍空軍は兵器を使う戦闘が多いので、その性格は戦闘服ではなく作業服に近い。